# Rhabdophis murudensis
Espèce
Synonymes
- Natrix murudensis Smith, 1925

Statut de conservation UICN

 LC  : Préoccupation mineure
Rhabdophis murudensis est une espèce de serpents de la famille des Natricidae. 

## Répartition
Cette espèce est endémique de la partie malaisienne de l'île de Bornéo,.

## Description
Dans sa description Smith indique que ce serpent a le dos brun olivâtre sombre avec une ligne de petites taches jaunes de chaque côté du dos et s'étendant sur les deux tiers postérieurs du corps. Sa nuque présente des marques rouges et noires. Sa face ventrale est gris jaunâtre et est marquée de lignes longitudinales constituées de petites taches noires. Le dessous de la queue est gris sombre. Aucune précision n'est donnée quant à la taille de cette espèce.

## Étymologie
Son nom d'espèce, composé de murud et du suffixe latin -ensis, « qui vit dans, qui habite », lui a été donné en référence au lieu de sa découverte, le mont Murud.

## Publication originale
- Smith, 1925 : On a collection of Reptiles and Amphibians from Mt. Murud, Borneo. Sarawak Museum Journal, vol. 3, p. 5-14 (texte intégral).